# Wild Rock
Wild Rock (jap. ワイルド・ロック Wairudo rokku) – manga z gatunku yaoi autorstwa Kazusy Takashimy, publikowana od listopada 2001 do marca 2002 na łamach magazynu „Magazine Be × Boy” wydawnictwa Biblos. Jej rozdziały zostały zebrane w jednym tankōbonie, wydanym 30 listopada 2002. Polski przekład ukazał się 31 marca 2005 nakładem wydawnictwa Saisha.

## Fabuła
Akcja rozgrywa się w czasach prehistorycznych. Syn wodza, Yuuen, nie jest w stanie sprostać stawianym mu wymaganiom. Ma problemy z polowaniem i łowieniem, a liczą na niego wszyscy wojownicy klanu ze Wschodniej Puszczy. Jego ojciec każe mu się przebrać za kobietę, by Emba, mężczyzna z klanu Znad brzegu Jeziora, konkurujący z nimi o zwierzynę, przynosił Yuuenowi złowione zwierzęta. Wkrótce potem Yuuen zakochuje się z wzajemnością w Embie. Między wrogimi jak dotąd plemionami zapada pokój, a Yuuen i Emba przyrzekają sobie wieczną miłość. 
Prócz głównej historii w mandze znajdują się jeszcze dwie krótkie historie: „Innocent Lies” i „Child Rock”.